# Acantopsis multistigmatus
Acantopsis multistigmatus е вид лъчеперка от семейство Cobitidae. Видът е почти застрашен от изчезване.

## Разпространение
Разпространен е в Индия (Манипур).